# Snowboarding na Zimních olympijských hrách 2014 – snowboardcross ženy
Snowboardcross žen na Zimních olympijských hrách 2014 se konal v neděli 16. února jako třetí ženský snowboardový závod olympiády v Parku extrémních sportů Roza Chutor poblíž Krasné Poljany. Zahájení proběhlo v 11.00 místního času UTC+4 (8.00 hodin SEČ) a finále se jelo od 13.40 hodin UTC+4 (10.40 hodin SEČ). Závodu se zúčastnilo 24 závodnic ze 14 zemí.

## Průběh závodu
Úřadující mistryní světa i obhájkyní olympijského zlata z vancouverských Her 2010 byla Kanaďanka Maëlle Rickerová, která skončila ve čtvrtfinále. Náročná trať v Extreme Parku měřila 750 metrů.
Olympijskou vítězkou se stala 20letá Češka Eva Samková, která předvedla suverénní výkon, když po vítězné kvalifikaci vyhrála všechny tři jízdy vyřazovací fáze. Přes poraněné rameno z tréninku tak získala první olympijský kov v kariéře, stejně jako premiérové zlato pro českou výpravu. 
V rámci české a československé historie na zimních olympijských hrách vyhrála Samková pátou individuální zlatou medaili po skokanu na lyžích Jiřím Raškovi, akrobatickém skokanu Aleši Valentovi, běžkyni na lyžích Kateřině Neumannové a rychlobruslařce Martině Sáblíkové. Po skončení, s tradičním závodním doplňkem v podobě namalovaného knírku, uvedla: „Já se normálně raduju, to je jasné, ale tohle bylo hustý. Tohle jsem si nedokázala představit … Chtěla jsem jim co nejvíc ujet hned na začátku, abych měla náskok. Mohla si pohlídat rychlost a nedostala se do problémů. To se povedlo. Krizi jsem měla v semifinále, kde jsem přeletěla jeden skok a myslela jsem si, že už neodjedu. Ale ve finále ta jízda byla asi nejjistější.“
Stříbrnou medaili vybojovala Kanaďanka Dominique Maltaisová, která dosáhla na svůj druhý olympijský kov, když ve stejné disciplíně dojela na třetím místě již v turínském závodu 2006. Bronz si odvezla francouzská snowboardistka Chloé Trespeuchová, pro niž to byla první olympijská medaile.

## Program
| Datum                                                    | zahájení          | fáze        |
| -------------------------------------------------------- | ----------------- | ----------- |
| 16. února                                                | 11.00 (8.00 SEČ)  | kvalifikace |
| 16. února                                                | 13.15 (10.15 SEČ) | čtvrtfinále |
| 16. února                                                | 13.30 (10.30 SEČ) | semifinále  |
| 16. února                                                | 13.40 (10.40 SEČ) | finále      |
| čas uváděn v místním čase UTC+4, v závorce v SEČ (UTC+1) |                   |             |

## Medailistky
| Zlato                     | Stříbro                             | Bronz                              |
| ------------------------- | ----------------------------------- | ---------------------------------- |
| Eva Samková · Česko (CZE) | Dominique Maltaisová · Kanada (CAN) | Chloé Trespeuchová · Francie (FRA) |

## Výsledky

### Kvalifikace
| Pořadí | č.  | závodnice                 | země                   | 1. kolo | 2. kolo | lepší čas |
| --- | --- | ------------------------- | ---------------------- | ------- | ------- | --------- |
| 1. | 5.  | Eva Samková               | Česko                  | 1:20,61 | —       | 1:20,61   |
| 2. | 15. | Lindsey Jacobellisová     | Spojené státy americké | 1:21,40 | —       | 1:21,40   |
| 3. | 16. | Dominique Maltaisová      | Kanada                 | 1:22,26 | —       | 1:22,26   |
| 4. | 11. | Maëlle Rickerová          | Kanada                 | 1:22,44 | —       | 1:22,44   |
| 5. | 13. | Charlotte Bankesová       | Francie                | 1:23,12 | —       | 1:23,12   |
| 6. | 14. | Juka Fudžimoriová         | Japonsko               | 1:23,22 | —       | 1:23,22   |
| 7. | 19. | Belle Brockhoffová        | Austrálie              | 1:23,22 | —       | 1:23,22   |
| 8. | 10. | Nelly Moenne Loccozová    | Francie                | 1:23,50 | —       | 1:23,50   |
| 9. | 2.  | Faye Guliniová            | Spojené státy americké | 1:23,96 | —       | 1:23,96   |
| 10. | 23. | Sandra Daniela Gerberová  | Švýcarsko              | 1:24,10 | —       | 1:24,10   |
| 11. | 8.  | Aleksandra Žekovová       | Bulharsko              | 1:24,29 | —       | 1:24,29   |
| 12. | 18. | Isabel Clarková Ribeirová | Brazílie               | 1:24,31 | —       | 1:24,31   |
| 13. | 12. | Chloé Trespeuchová        | Francie                | 1:24,47 | 1:23,43 | 1:23,43   |
| 14. | 9.  | Zoe Gillingsová           | Velká Británie         | 1:24,72 | 1:23,78 | 1:23,78   |
| 15. | 22. | Torah Brightová           | Austrálie              | 1:25,32 | 1:23,96 | 1:23,96   |
| 16. | 24. | Déborah Anthoniozová      | Francie                | 1:24,78 | 1:24,23 | 1:24,23   |
| 17. | 21. | Maria Rambergerová        | Rakousko               | 1:24,55 | 1:24,45 | 1:24,45   |
| 18. | 3.  | Micheala Moioiová         | Itálie                 | 1:24,72 | DNS     | 1:24,72   |
| 19. | 7.  | Raffaella Bruttová        | Itálie                 | 1:25,11 | DNS     | 1:25,11   |
| 20. | 4.  | Simona Meilerová          | Rakousko               | 1:25,17 | 1:25,47 | 1:25,17   |
| 21. | 20. | Susanne Mollová           | Rakousko               | 1:25,43 | DSQ     | 1:25,43   |
| 22. | 17. | Bell Berghuisová          | Nizozemsko             | 1:28,19 | 1:28,70 | 1:28,19   |
| 23. | 1.  | Helene Olafsenová         | Norsko                 | DNF     | DNS     | DNF       |
| 24. | 6.  | Jacqueline Hernandezová   | Spojené státy americké | DNF     | DNS     | DNF       |
| č. – startovní číslo závodnice, DNS – závodnice nenastoupila na start, DNF – nedojela do cíle, DSQ – diskvalifikována. 12 nejrychlejších závodnic z první jízdy postoupilo přímo do čtvrtfinále |     |                           |                        |         |         |           |

### Vyřazovací fáze
Z každé čtvrtfinálové a semifinálové jízdy postoupily do další fáze soutěže první tři závodnice.

#### Čtvrtfinále
| pořadí | č.          | závodnice                 | země                   | výsledek    |
| První jízda                                                                                                  | První jízda | První jízda               | První jízda            | První jízda |
| --- | ----------- | ------------------------- | ---------------------- | ----------- |
| 1. | 1.          | Eva Samková               | Česko                  | postup      |
| 2. | 8.          | Nelly Moenneová Loccozová | Francie                | postup      |
| 3. | 9.          | Faye Guliniová            | Spojené státy americké | postup      |
| 4. | 16.         | Déborah Anthoniozová      | Francie                |             |
| 5. | 17.         | Maria Rambergerová        | Rakousko               |             |
| DNS | 24.         | Jacqueline Hernandezová   | Spojené státy americké |             |
| Druhá jízda                                                                                                  |             |                           |                        |             |
| 1. | 13.         | Chloé Trespeuchová        | Francie                | postup      |
| 2. | 20.         | Simona Meilerová          | Švýcarsko              | postup      |
| 3. | 21.         | Susanne Mollová           | Rakousko               | postup      |
| 4. | 12.         | Isabel Clarková Ribeirová | Brazílie               |             |
| 5. | 5.          | Charlotte Bankesová       | Francie                |             |
| | 4.          | Maëlle Rickerová          | Kanada                 | DNF         |
| Třetí jízda                                                                                                  |             |                           |                        |             |
| 1. | 3.          | Dominique Maltaisová      | Kanada                 | postup      |
| 2. | 11.         | Aleksandra Žekovová       | Bulharsko              | postup      |
| 3. | 14.         | Zoe Gillingsová           | Velká Británie         | postup      |
| 4. | 19.         | Raffaella Bruttová        | Itálie                 |             |
| 5. | 22.         | Bell Berghuisová          | Nizozemsko             |             |
| 6. | 6.          | Juka Fudžimoriová         | Japonsko               |             |
| Čtvrtá jízda                                                                                                 |             |                           |                        |             |
| 1. | 2.          | Lindsey Jacobellisová     | Spojené státy americké | postup      |
| 2. | 18.         | Michela Moioliová         | Itálie                 | postup      |
| 3. | 7.          | Belle Brockhoffová        | Austrálie              | postup      |
| 4. | 10.         | Sandra Daniela Gerberová  | Švýcarsko              |             |
| 5. | 15.         | Torah Brightová           | Austrálie              |             |
| | 23.         | Helene Olafsenová         | Norsko                 | DNS         |
| č. – startovní číslo, DNS – závodnice nenastoupila na start, DNF – nedojela do cíle, DSQ – diskvalifikována. |             |                           |                        |             |

#### Semifinále
| pořadí | č.          | závodnice                 | země                   | výsledek    |
| První jízda                                                                                                  | První jízda | První jízda               | První jízda            | První jízda |
| --- | ----------- | ------------------------- | ---------------------- | ----------- |
| 1. | 1.          | Eva Samková               | Česko                  | postup      |
| 2. | 13.         | Chloé Trespeuchová        | Francie                | postup      |
| 3. | 9.          | Faye Guliniová            | Spojené státy americké | postup      |
| 4. | 8.          | Nelly Moenneová Loccozová | Francie                |             |
| | 21.         | Susanne Mollová           | Rakousko               | DSQ         |
| | 20.         | Simona Meilerová          | Švýcarsko              | DSQ         |
| Druhá jízda                                                                                                  |             |                           |                        |             |
| 1. | 3.          | Dominique Maltaisová      | Kanada                 | postup      |
| 2. | 11.         | Aleksandra Žekovová       | Bulharsko              | postup      |
| 3. | 18.         | Michela Moioliová         | Itálie                 | postup      |
| 4. | 14.         | Zoe Gillingsová           | Velká Británie         |             |
| 5. | 7.          | Belle Brockhoffová        | Austrálie              |             |
| 6. | 2.          | Lindsey Jacobellisová     | Spojené státy americké |             |
| č. – startovní číslo, DNS – závodnice nenastoupila na start, DNF – nedojela do cíle, DSQ – diskvalifikována. |             |                           |                        |             |

#### Finále
| pořadí | č.                                | závodnice                         | země                              | celkově                           |
| Velké finále o olympijské medaile                                                                            | Velké finále o olympijské medaile | Velké finále o olympijské medaile | Velké finále o olympijské medaile | Velké finále o olympijské medaile |
| --- | --------------------------------- | --------------------------------- | --------------------------------- | --------------------------------- |
| 1. | 1.                                | Eva Samková                       | Česko                             | Zlato                             |
| 2. | 3.                                | Dominique Maltaisová              | Kanada                            | Stříbro                           |
| 3. | 13.                               | Chloé Trespeuchová                | Francie                           | Bronz                             |
| 4. | 9.                                | Faye Guliniová                    | Spojené státy americké            | 4. místo                          |
| 5. | 11.                               | Aleksandra Žekovová               | Bulharsko                         | 5. místo                          |
| DNF | 18.                               | Michela Moioliová                 | Itálie                            | 6. místo                          |
| Malé finále o 7.–12. místo                                                                                   |                                   |                                   |                                   |                                   |
| 1. | 2.                                | Lindsey Jacobellisová             | Spojené státy americké            | 7. místo                          |
| 2. | 7.                                | Belle Brockhoffová                | Austrálie                         | 8. místo                          |
| 3. | 14.                               | Zoe Gillingsová                   | Velká Británie                    | 9. místo                          |
| 4. | 20.                               | Simona Meilerová                  | Švýcarsko                         | 10. místo                         |
| 5. | 8.                                | Nelly Moenne Loccozová            | Francie                           | 11. místo                         |
| DNS | 21.                               | Susanne Mollová                   | Rakousko                          | 12. místo                         |
| č. – startovní číslo, DNS – závodnice nenastoupila na start, DNF – nedojela do cíle, DSQ – diskvalifikována. |                                   |                                   |                                   |                                   |